# Nörvenich
Nörvenich è un comune di 10 816 abitanti della Renania Settentrionale-Vestfalia, in Germania.
Appartiene al distretto governativo (Regierungsbezirk) di Colonia ed al circondario di Düren (targa DN).

## Cultura
Il castello di Nörvenich ospita una collezione di opere d'arte dello scultore Arno Breker.

## Suddivisione amministrativa[2]
Il territorio comunale si divide in 14 zone (Ortsteil), corrispondenti al centro abitato di Nörvenich e a 13 frazioni:
- Nörvenich (centro abitato)
- Binsfeld
- Dorweiler
- Eggersheim
- Eschweiler über Feld
- Frauwüllesheim
- Hochkirchen
- Irresheim
- Oberbolheim
- Pingsheim
- Poll
- Rath
- Rommelsheim
- Wissersheim

## Gemellaggi[3]
- Plessa, dal 1990